# Comuna Velîmce, Ratne
Velîmce (în ucraineană Велимче) este o comună în raionul Ratne, regiunea Volînia, Ucraina, formată din satele Doșne și Velîmce (reședința).

## Demografie
Componența lingvistică a satului Velîmce
     Ucraineană (99,83%)
     Alte limbi (0,17%)
Conform recensământului din 2001, majoritatea populației satului Velîmce era vorbitoare de ucraineană (99,83%), existând în minoritate și vorbitori de alte limbi.